# Kàtorga

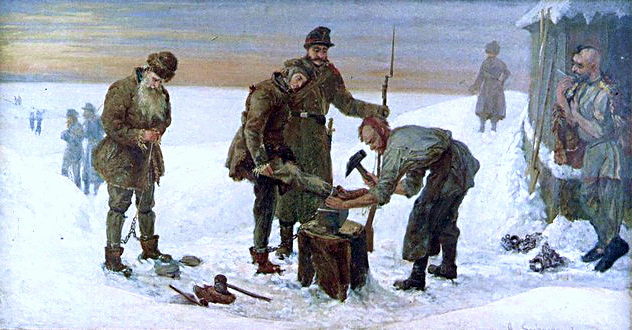
Pintura d'Aleksander Sochaczewski que representa l'aplicació de grillons en els camps de treballs forçats de Sibèria.

La kàtorga (rus: ка́торга AFI [ˈkatərgə], plural ка́торги́ kàtorgui, del grec medieval kàtergon, κάτεργον, "galera") fou un sistema de treballs forçats a l'Imperi Rus i a la Unió Soviètica. Els presoners eren enviats a remotes colònies penals en vastes zones deshabitades de Sibèria i l'Extrem Orient Rus on no hi havia prou colons voluntaris i treballadors. Els presos havien de realitzar treballs forçats en condicions molt dures. Va començar a aplicar-se al segle xvii, i va ser reprès pels bolxevics després de la Revolució Russa, i finalment el Gulag va tornar a practicar-la.

## Història

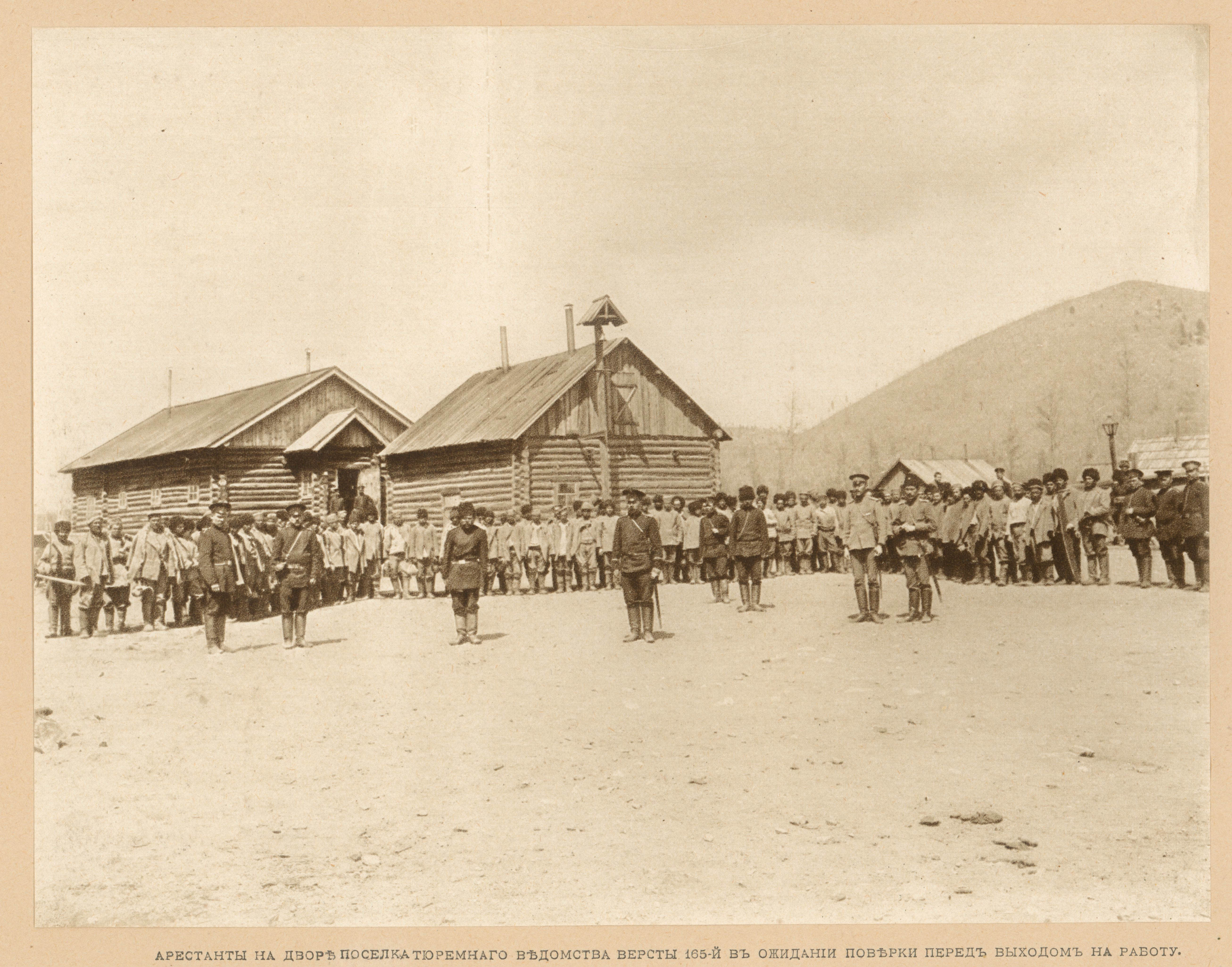
Presos en un campament del camí de carros de l'Amur, entre 1908 i 1913.

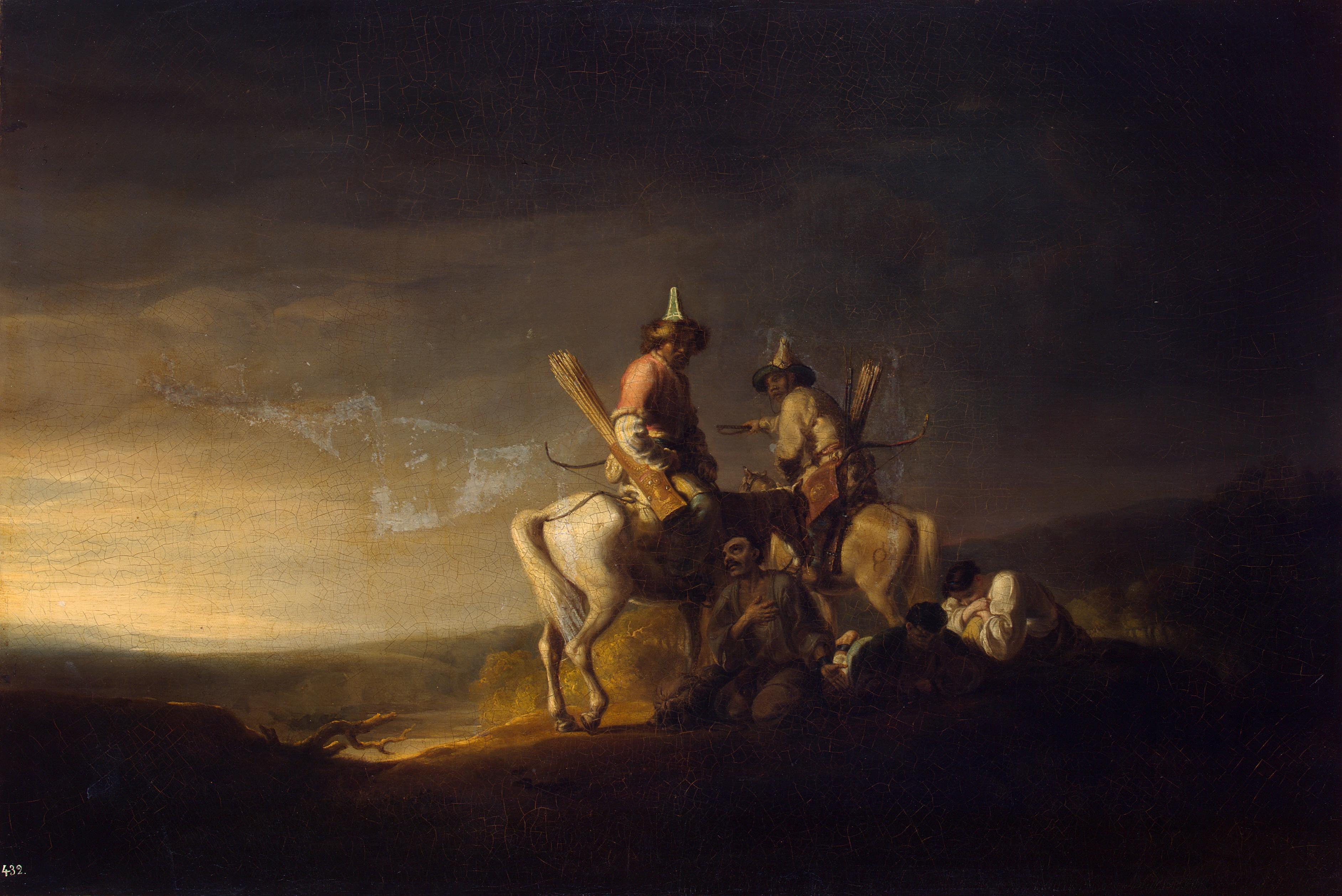
Baixkirs conduint convictes a Sibèria, pintat per William Allan, 1814

L'exili com a càstig (rus: ссылка - 'ssilka') es va establir per primer cop amb el Codi Penal de 1649 del tsar Aleix I. Pere el Gran creà el 1696 la pena de treballs forçats, que inicialment no es complia a Sibèria, sinó que estava orientada a la construcció d'una flota russa. No va ser fins a 1767 que els presoners van ser enviats a Sibèria per fer treballs forçats allà. Amb l'abolició de facto de la pena capital sota el regnat de la tsarina Isabel en 1753, el nombre de presos de treballs forçats va seguir augmentant. I les deportacions van augmentar encara més des de 1760 perquè ara la noblesa russa propietària de pobles va adquirir d'enviar sefs a l'exili segons la seva pròpia discreció. L'atenció es va centrar en l'explotació dels nombrosos recursos minerals de Sibèria, com ara or, plata, ferro i plom a les mines. Fins a mitjans de la dècada del 1850 el districte miner de Nertxinsk fou el major i més important camp de presoners a Sibèria, però posteriorment va perdre cada cop més importància, ja que els dipòsits de mineral es van esgotar i les condicions en els camps es deterioraren ràpidament. Per aquestes raons, es va crear un nou districte en les següents dècades a la vall del riu Kara, que tanmateix fou incapaç d'absorbir les masses dels detinguts que li arribaven.
Especialment pels aixecaments del Tsarat de Polònia entre 1830 i 1860 el nombre de convictes enviats a les kàtorgui va augmentar considerablement. Mentre els nobles russos al principi eren exiliats per agitació i conspiracions polítiques, com ara participants en la revolta dels decabristes el 1825, ara hi havia principalment membres de la intel·liguèntsia emergent, que representaven la major part dels exiliats. Amb les reformes de 1890, als presos polítics i els criminals comuns ja no estaven separats, la qual cosa va comportar conflictes en els camps. Amb la revolució de 1905 i el canvi en la situació política, fins a la caiguda de l'Imperi Rus, hi havia principalment presos polítics com ara socialdemòcrates i eseristes enviats a l'exili i a treballs forçats. En línies generals, al voltant d'1,5 milions de persones van ser exiliades a Sibèria entre 1807 i 1917.
La kàtorga com a forma de càstig va ser eliminada al març de 1917 pel Govern Provisional després de la Revolució de Febrer de 1917. En 1943 durant la Segona Guerra Mundial com a càstig per traïció, es va reintroduir la pena de treballs forçats de 15 a 20 anys
Les ocupacions més comunes en els camps de treballs forçats eren la mineria i tallar arbres per obtenir fusta. Un exemple notable va consistir en la construcció del camí de carros de l'Amur, rus: Амурская колесная дорога.
En 1891 Anton Txékhov, escriptor i dramaturg rus, va visitar els assentaments katorga a l'illa Sakhalín, a l'extrem orient de Rússia i va escriure sobre les condicions allà en el seu llibre Illa de Sakhalín. Va criticar la manca de visió i la incompetència dels funcionaris encarregats que comportava un nivell de vida per sota dels estàndards, malbaratament dels fons del govern, i disminució de la productivitat. Aleksandr Soljenitsin, en el seu llibre sobre els camps de treball de l'era soviètica, Arxipèlag Gulag, va citar àmpliament Txékhov àmpliament per il·lustrar l'enorme deteriorament de les condicions de vida dels interns i l'enorme augment en el nombre de persones que es van enviar allà en l'època soviètica, en comparació amb el sistema de treballs forçats de temps de Txékhov.
Piotr Kropotkin, mentre era ajudant de camp del governador de Transbaikàlia en la dècada del 1860, va ser designat per inspeccionar l'estat del sistema penitenciari a la zona; posteriorment descriuria les seves impressions en el seu llibre A les presons de Rússia i França (1887).

## Kàtorguinotables
- Kàtorga de Nertxinsk (Нерчинская каторга)
- Kàtorga d'Akatu (Акатуйская каторга)
- Kàtorga d'Algatxa (Алгачинская каторга)
- Kàtorga de Kara (Карийская каторга)
- Kàtorga de Màltsev (Мальцевская каторга)
- Kàtorga de Zerentui (Зерентуйская каторга)
- Kàtorga de Sakhalín (Сахалинская каторга)

## Captius famosos a leskàtorgui
- L'escriptor Fiódor Dostoievski, des 1849 fins a 1854, per activitat revolucionària contra el tsar Nicolau I. Dostoievski va abandonar les seves activitats d'esquerra durant aquest període i es va tornar profundament conservador i extremadament religiós. Va deixar testimoni d'aquesta experiència en una de les seves obres més famoses, Memòries de la casa morta.
- Piotr Kropotkin, prominent científic i anarquista rus.
- Lenin, el revolucionari rus més famós. Es diu que es va escapar dues vegades.